# O.G. Original Gangster
O.G. Original Gangster è il quinto album del rapper statunitense Ice-T, pubblicato nel 1991.
| Recensione                    | Giudizio |
| ----------------------------- | -------- |
| AllMusic                      | [ 1 ]    |
| Chicago Sun-Times             | [ 5 ]    |
| Chicago Tribune               | [ 6 ]    |
| Christgau's Consumer Guide    | A        |
| Entertainment Weekly          | A        |
| NME                           | [ 9 ]    |
| Rolling Stone                 | [ 10 ]   |
| The Rolling Stone Album Guide | [ 11 ]   |
| Select                        | [ 12 ]   |

## Tracce
Testi e musiche di Ice-T.
1. Home of the Bodybag – 2:12 – Ice-T, DJ Aladdin, SLEJ Da Ruff Edge
2. First Impression – 0:45 – Ice-T
3. Ziplock – 1:19 – Ice-T, Afrika Islam
4. Mic Contract (featuring Donald D) – 4:23 – Ice-T, DJ Aladdin, SLEJ Da Ruff Edge
5. Mind Over Matter – 4:12 – Ice-T, DJ Aladdin
6. New Jack Hustler (Nino's Theme) (featuring DJ Aladdin) – 4:43 – Ice-T, DJ Aladdin
7. Ed – 1:10 – Ice-T, Beatmaster V
8. Bitches 2 (featuring Charlie Jam) – 5:24 – Ice-T, DJ Aladdin, SLEJ Da Ruff Edge
9. Straight Up Nigga (featuring DJ Aladdin) – 3:43 – Ice-T, DJ Aladdin, SLEJ Da Ruff Edge
10. O.G. Original Gangster – 4:43 – Ice-T, DJ Aladdin, SLEJ Da Ruff Edge
11. The House – 0:57 – Ice-T, DJ Aladdin
12. Evil E-What About Sex? (featuring Evil E) – 0:45 – Ice-T
13. Fly By (featuring Nat the Cat & Donald D) – 3:28 – Ice-T, Afrika Islam
14. Midnight (featuring Randy Mac) – 5:48 – DJ Aladdin, SLEJ Da Ruff Edge
15. Fried Chicken (featuring Prince Whipper Whip) – 1:00 – DJ Aladdin, SLEJ Da Ruff Edge
16. M.V.P.s – 4:19 – Afrika Islam
17. Lifestyles of the Rich and Infamous (featuring Sean E. Sean) – 3:51 – Ice-T, Afrika Islam
18. Body Count (featuring Ernie C, Beatmaster V, Mooseman & D-Rock) – 6:07 – Ice-T
19. Prepared to Die – 0:38 – Ice-T
20. Escape from the Killing Fields – 2:35 – Ice-T, Afrika Islam
21. Street Killer (featuring Special K) – 0:41 – Ice-T, DJ Aladdin, SLEJ Da Ruff Edge
22. Pulse of the Rhyme – 4:16 – Ice-T, DJ Aladdin
23. The Tower (featuring Sean E. Sean, Al Patrome & Mello) – 3:57 – Ice-T, Bilal Bashir
24. Ya Shoulda Killed Me Last Year – 1:41 – Ice-T